# Óláfr Guðrøðarson (mort en 1237)
Óláfr Guðrøðarson en vieux norrois, aussi dénommé Olave ou Olaf Svarti (i.e: le Noir) ou Olaf II de l'île de Man, (né vers 1177 ?- 21 mai 1237) fut roi de l'Île de Man. Il était le frère cadet de son prédécesseur, le roi Ragnald IV de Man.

## Origine
Les parents d'Olaf, Godfred V et Findguala était d'origine scandinave et irlandaise. Ils ne furent unis lors d'un mariage religieux en 1176 qu'après l'intervention du Cardinal Vivian légat du Pape. Bien qu'à sa mort en 1187 son père ait souhaité laisser son patrimoine à Olaf, son seul fils qu'il considérait comme légitime, ce dernier encore enfant doit accepter d'abandonner la plus grande partie du royaume à son demi-frère aîné Ragnald IV de Man.

## Roi de Man
En 1206 Olaf n'obtient en partage que Lewis de son frère Ragnald IV qui en 1208 livre le jeune prétendant au roi Guillaume Ier d'Écosse qui l'emprisonne en Écosse. Olaf ne retrouvera sa liberté que lors de l'accession au trône d'Alexandre Ier d'Écosse en 1214. Il effectue alors un pèlerinage à Saint-Jacques-de-Compostelle.
À son retour Ragnald IV, qui semble s'être réconcilié avec lui après qu'Olaf a accepté d'épouser la sœur de la propre femme de son frère, Lauon, une fille de Ruaidhri mac Raghnaill, seigneur du Kintyre, lui assigne de nouveau Lewis comme patrimoine. Peu après son retour dans les Hébrides extérieures, Olaf obtient de l'évêque Reginald de Sodor et des Îles que son union soit annulée pour cause de parenté et il se remarie rapidement avec Christiana une fille de Farquhar Mac Taggart comte de Ross en Écosse.
Pour fuir la vengeance de l'épouse de Ragnald IV de Man et de son fils Godred Don, chargé par sa mère de venger l'honneur familial, Olaf doit se réfugier chez son nouveau beau-père en Écosse. Il conclut alors une alliance avec Paul Balkason lord de Skye et vient accoster avec sa flotte à Ronaldsway au cours de l'été 1224. Le partage de l'héritage paternel est négocié Ragnald IV de Man conserve le titre de roi, l'Ile de Man et une partie des Îles pendant que le reste revient à Olaf.
Le compromis dure peu de temps et Ragnald IV sous prétexte de rendre l'hommage au roi Henri III d'Angleterre, conclut une alliance avec Alan, seigneur de Galloway qui contraint Olaf à fuir pour la Norvège, où il reçoit le soutien du roi Håkon IV de Norvège qui lui donne une petite flotte sous le commandement d'Ospakr MacDougall.
En 1230, Olaf part pour les Orcades où de nouvelles forces permettent à sa flotte de s'étoffer. Il aborde sur Man qu'il parvint à envahir et à reconquiert enfin son royaume. Il envoie ensuite une partie de ses troupes à l'assaut du château de Rothesay dont il se rend maître. Ragnald IV est tué le 14 février 1229. Après la mort d'Ospakr MacDougall tué en 1231 dans un combat à Bute, Olaf reste enfin le seul maître de son royaume.
En 1235 il rend visite à Henri III d'Angleterre à qui il prête son hommage, puis il se rend de nouveau en Norvège pour apaiser les craintes de son autre suzerain. Olaf meurt peu après son retour le 21 mai 1237 au château de Peel et il est inhumé à l'Abbaye de Rushen.

## Descendance
Olaf laisse plusieurs fils, nés sans doute de sa seconde union. L'aîné d'entre eux, lui succède sous le nom de 
- Harald de Man,
- Godred mort noyé en 1238,
- Ragnald II de Man,
- Magnus III de Man.

Selon la tradition, un enfant serait né de la première union d'Olaf avec Lauon, GilleMhuire, dont la descendance serait à l'origine du Clan Morrison. C'est à l'occasion de son union avec Christiana qu'il aurait engendré un fils du nom de Leòd (vieux norrois: Ljótr) duquel proviendrait le clan éponyme.
Une partie des Mac GilleMhuire s'installa sur l'île de Harris et reconnut sa parenté avec les Mac Leod. Rapidement, un pacte fut conclu pour que ces derniers lui accordent leur protection, en échange de quoi le clan recevrait la charge héréditaire d'armurier pour leur compte.
L'autre partie du clan Morrison prit possession du nord de l'île de Lewis et préféra demeurer une entité distincte du grandissant clan Mac Leod. Il hérita de la charge de Brieve, consistant en un office héréditaire de juge dont la compétence dépassa largement l'île de Lewis pour s'affirmer dans l'ensemble des Hébrides.